# George Scott (boxare)
George Kelly Scott, tidigare George Cramne, född 20 december 1966 i Liberia, är en svensk boxare som tog OS-silver 1988 och 5 raka SM-guld innan han blev proffs 1991. I USA tränades han av den legendariske boxningstränaren Angelo Dundee, som bland annat tränat Muhammad Ali och George Foreman. Han blev den 7 oktober 1995 världsmästare i lättvikt då han vann WBU-titeln efter seger mot Rafael Ruelas, USA, i en titelmatch på Bahamas, en titel han försvarade fyra gånger och behöll fram till 1997. Han blev aldrig av med sitt mästarbälte i ringen utan på grund av meningsskiljaktigheter med management. Rankas av boxningsexperter som den näst bäste svenske boxaren genom tiderna efter Ingemar Johansson. Han började sin karriär i BK Rapid i Västerås. Senare flyttade han till Stockholm och boxades för bland annat IF Linnea. När Scott blev världsmästare representerade han dock Djurgårdens IF, som han också vann SM för 1991.
Scott har varit hjälptränare åt proffsboxaren Benjamin Kalinovic.
Våren 2009 deltog Scott i Let’s Dance i TV4, där han slutade på sjunde plats.
Scott var en av tolv tävlande i Mästarnas mästare i SVT våren 2011. Han åkte ut ur programmet som förste deltagare.
Scott har skrivit om sitt liv i boken George Scott: Obesegrad (Kalla Kulor Förlag 2013).

### Fotnoter
1. ↑  ”George Kelly Scott”. https://www.birthday.se/sok?who=George%20Kelly%20Scott. Läst 24 september 2024.
2. ↑  ”George Scott har gift sig”. Expressen. https://www.expressen.se/sport/george-scott-har-gift-sig-sett-allt-med-varandra/.
3. ↑  ”Scotts comeback”. Aftonbladet. https://www.aftonbladet.se/sportbladet/a/VR6A0W/scotts-comeback.